# Patti Saifabad
Patti Saifadad fou un estat tributari protegit, del tipus talukdari, a l'Oudh al districte de Pratapgarh. Fou fundat per Nahar Singh fill de Harbans Rai d'Adharganj, que va cedir aquest estat al seu fill Dingar Singh, i Patti Saifabad al segon fill. Al segle XVIII la nissaga es va extingir quan Zabar Singh i Amar Singh van morir successivament sense fills i va pujar al tron el fill adoptiu Ranjit Singh (de 5 anys) el 1861.